# Höglitteratur och låglitteratur
Höglitteratur och låglitteratur är ett av litteraturvetare och litteraturhistoriker använt motsatspar, för att beteckna viss litteratur som estetiskt högtstående, allvarligt syftande och av bestående värde, och annan litteratur som estetiskt undermålig, och möjligen skapad av kommersiella snarare än konstnärliga skäl.
“Låglitteratur” syftar ofta på modern underhållningslitteratur, men termen används också om verk som skapades för århundraden sedan, eller om gammal traditionell litteratur som folkvisor.